# Monte Kulal
O Monte Kulal é um vulcão que está situado no lado leste e extremo sul do lago Turkana, no Quênia. Declarado reserva da biosfera mundial, em 1978, pela Unesco, é dividido por duas áreas, contando com um grande desfiladeiro, resultado de uma cratera vulcânica íngreme, que desabou há milhares de anos. O cume tem 2285 m de altitude.
A montanha é coberta por florestas, mas conta com grande diversidade de paisagens e habitats, incluindo águas salobra e termal, deserto de sal, dunas de areia e cursos de água sazonais.
O lugar é caracterizado por muita neblina e chuva. No período noturno, a temperatura varia na casa dos 10°C e a umidade fica em torno dos 90%. Durante o dia, o calor pode chegar aos 32 °C e a umidade a 22%.
Além da pecuária e da pesca, os habitantes da região sobrevivem com a utilização da madeira, aplicada em materiais de construção e cercas para o gado. A cidade de Loiyangalani está localizada a 50 km a oeste do monte Kulal.
O monte Kulal está classificado como reserva da biosfera desde 1978.